# Ōizumi
Ōizumi (大泉町?) è una cittadina giapponese della prefettura di Gunma.